# Copito de nieve (película)
Copito de Nieve (Floquet de Neu en catalán) es una película de animación familiar española dirigida por Andrés G. Schaer en 2011 y protagonizada por el gorila albino Copito de Nieve acompañado de su gran amiga Claudia Abate Ortiz que encarna el papel de Paula y Elsa Pataky. La película combina personajes de animación con personajes reales.
A lo largo de la película se muestran localizaciones de Barcelona, como los edificios de Gaudí, el barrio de Sarrià o el casco antiguo.

## Argumento
Copito de Nieve, el único gorila blanco del mundo, llega al Zoo de Barcelona. Debido a su albinismo, acapara todas las miradas de los visitantes, pero también provoca el rechazo de sus nuevos compañeros gorilas que no lo aceptan como uno de los suyos. Desesperado por integrarse, Copito irá en busca de la Bruja del Norte, para que lo convierta en un gorila normal y corriente. 
Durante su aventura, se enfrentará a innumerables peligros, la mayoría planeados por Luc de Sac, un gafe malvado que quiere capturar al gorila blanco porque cree que si consigue arrancarle el corazón, su mala suerte desaparecerá para siempre. 
Paula, la mejor amiga humana de Copito de Nieve, Leo, el amigo de Paula y Ailur, un panda rojo budista que se cree una pantera, serán los compañeros inseparables del gorila, que al final descubrirá lo especial y querido que es siendo como es.

## Personajes

### Personajes de imagen real
- Luc de Sac (Pere Ponce)

Luc de Sac, es uno de los hombres más gafes del mundo. Su mala suerte comenzó nada más nacer, y tanto su familia como la mansión en la que siempre han vivido sufrieron las consecuencias. Esto provocó el abandono por parte de sus padres y el rechazo de la sociedad. Desde entonces, Luc de Sac vive aislado en una destartalada mansión a las afueras de Barcelona, a la que nadie se atreve a acercarse. Obsesionado con encontrar una cura a su mala suerte, Luc de Sac dedica su vida a la búsqueda de amuletos de todo tipo. Hasta el día de hoy ninguno ha funcionado. Pero entonces descubre la llegada de Copito de Nieve a Barcelona. Según sus libros, ¡el corazón del gorila albino es el amuleto más poderoso que existe! Necesita capturar a Copito y extraerle el corazón.
- Bruja del Norte (Elsa Pataky)

Legendaria Bruja del Norte que, desde hace años, recorre Europa en su vieja caravana. Sus poderes son reales y conocidos por todos, por eso cuando se instala en Barcelona, Copito de Nieve ve en ella la solución a sus problemas. En su mano estará la solución para convertir a Copito de Nieve en un gorila negro, normal y corriente.
- Paula (Claudia Abate)

Paula tiene 10 años y vive en Barcelona. Es una niña muy espabilada, valiente y con muchos recursos. Es independiente, pero generosa y leal. A esto se le suma su fuerte carácter. Es tozuda como una mula, y hasta que no consigue lo que quiere no se detiene. En el colegio, Paula siente que no encaja del todo. No le gustan los juegos de niñas, como las gomas o las muñecas, ella prefiere el fútbol. Pero sus compañeros de clase no le dejan jugar con ellos porque es una niña. Paula echa de menos tener un compañero de juegos y ese compañero lo encontrará en Copito de Nieve. Cuando Copito se instale en el Zoo, Paula lo vivirá con gran tristeza y resignación, porque entre ambos habrá nacido una amistad muy fuerte. Por eso, cuando descubre que Copito ha salido del Zoo para cambiar el color de su pelo, Paula hará todo lo posible por impedirlo. Para ella, Copito es el animal más especial que existe y no piensa quedarse de brazos cruzados viendo cómo su mejor amigo comete el mayor error de su vida. Con la ayuda de Leo, luchará por impedir que Luc de Sac capture al gorila blanco y que Copito cambie el color de su pelo. 
- Leo (Joan Sullà)

Leo es un chico tímido y bonachón que está secretamente enamorado de Paula. Siempre la observa a escondidas e intenta quedar con ella para estudiar, pero ella no le hace ni caso. Cuando descubre que Paula no irá al colegio porque Copito se ha escapado del Zoo, Leo decide acompañarla en la peligrosa aventura. Primero lo hará para evitar que Paula corra peligro y más bien será un estorbo para ella. Pero, poco a poco, Leo se implicará en la misión de rescate y dejará de lado sus miedos e inseguridades, convirtiéndose en un personaje clave de la aventura. 
- Ana (Rosa Boladeras)

Es la madre de Paula, es pintora y trabaja en casa. Le gusta mucho tener a Copito viviendo con ellos y que Paula pueda jugar con él pero entre la niña y el gorila le destrozan la casa y se pasa el día persiguiéndoles para evitar más estropicios. 
- Daniel (Fèlix Pons Ferrer)

Daniel es el padre de Paula. Es un hombre bondadoso y apasionado de los gorilas. Es veterinario del Zoo de Barcelona y el padre de Paula. Daniel recibe el encargo de tener a Copito unos meses en su casa, antes de su ingreso en el Zoo. Durante este tiempo, deberán ayudar al gorila albino a adaptarse a la ciudad y cuidarle.

### Personajes animados
- Copito de Nieve (Kai Stroink)

Es el único gorila blanco del mundo, es bromista y algo alocado. Es un animal simpático y bonachón y transmite una gran ternura. Nunca piensa las cosas dos veces antes de hacerlas y suele actuar de forma impulsiva, sobre todo si delante de él hay un yogur, ¡su manjar más preciado! Copito es patoso y siempre tropieza con todo aunque al final, por algún tipo de buena suerte, nunca se hace daño. Su pelo blanco provoca siempre el rechazo de los demás gorilas, incluso el de su propio padre, por lo que para él no es un rasgo excepcional, sino todo lo contrario, un lastre. Cuando llega a Barcelona vive durante los primeros meses con una familia y se hará íntimo amigo de Paula, la hija del matrimonio. Cuando los separan y Copito es trasladado al Zoo sentirá el rechazo de sus nuevos compañeros de parcela. Copito quiere ser uno más del grupo y por eso no duda en escaparse a la aventura por las calles de Barcelona en busca de la Bruja del Norte, la única que le puede ayudar a convertirse en un gorila normal. 
- Ailur (Manel Fuentes)

Es un panda rojo adulto. Es budista y está convencido de que se reencarnó en el cuerpo equivocado: él tendría que ser una impresionante pantera negra pero acabó en este pequeño cuerpo que resulta una fuente de limitaciones constantes: no le permite atacar con la fuerza de una pantera, saltar tanto como querría, o rugir a toda potencia. A ojos del mundo, Ailur está loco. Los animales del Zoo se ríen de él y de sus aires de pantera, especialmente Kiddo, uno de sus vecinos gorilas, que no duda en burlarse de él a la mínima que puede. Ailur lo intenta llevar con dignidad pero esto no hace más que alimentar sus ansias de cambiar de cuerpo. Aunque son muy distintos, él y Copito tienen algo en común, no están a gusto con su cuerpo. Y juntos tratarán de ponerle remedio. 
- Ron (Constantino Romero)

Es el monstruoso macho dominante de la parcela de los gorilas y el padre de Kiddo y Ndengue. Un padre viudo, autoritario y en ocasiones muy gruñón, sobre todo cuando los visitantes del Zoo se amontonan delante de su parcela. No hay nada que sulfure más a Ron que un grupo de humanos observándoles todo el día y haciendo ruido sin parar. ¡Le saca de quicio! Ron posee un aspecto amenazador e imponente, que él no duda en explotar y exagerar para asustar al público, golpeándose el pecho y rugiendo con fuerza. Cuando ve a Copito de Nieve, lo rechaza de inmediato y más aún cuando descubre que el nuevo gorila y su hija Ndengue se llevan tan bien. 
- Ndengue (Nuria Trifol)

Es una joven gorila, elegante, bella y juguetona que vive feliz con su padre Ron y su hermano Kiddo en la parcela de los gorilas. Cuando llega Copito de Nieve, Ndengue se alegra de tener un nuevo compañero de juegos y, aunque al principio no puede esconder su sorpresa por el color blanco de su pelo, no duda en aceptarlo como lo que es: un nuevo gorila con quién compartirlo todo. Es más: Ndengue y Copito descubren que tienen muchas cosas en común y, poco a poco, el amor nacerá entre ellos. 
- Kiddo (David Jenner)

Es el hermano mayor de Ndengue, un gorila gracioso y con pocas luces que se pasa el día jugando, imitando a su padre y, sobre todo, comiendo plátanos. Su padre, Ron, es su modelo de referencia y, cuando se golpea el pecho y gruñe, Kiddo intenta imitarlo, aunque el resultado siempre termina siendo mucho más cómico que amenazante. Kiddo adora a su hermana Ndengue y no dudará en prestarle ayuda cada vez que ella se lo pida. Cuando conoce a Copito de Nieve se sorprende tanto como su hermana, pero a la hora de defenderlo frente a su padre no lo hará igual que lo hará Ndengue. De los dos hermanos es el más conformista.

## Lenguaje de producción
La película se proyecta en España en español, catalán, gallego y euskera. La banda sonora ha sido compuesta y es interpretada por Gisela en castellano, gallego y catalán.

## Reparto
- Elsa Pataky: Bruixa del Nord
- Rosa Boladeras: Anna
- Pere Ponce: Luc de Sac
- Claudia Abate: Paula
- Joan Sullà: Leo
- Fèlix Pons Ferrer: Daniel
- Kai Stroink: Copito de nieve (voz)
- Manel Fuentes: Ailur, el panda rojo (voz)
- Constantino Romero: Ron, gorila, padre de Ndengue y Kiro (voz)
- Nuria Trifol: Ndengue, gorila (voz)
- David Jenner: Kiro, gorila (voz)

### Doblaje inglés
- Ariana Grande - Copito de nieve
- David Spade -  Ailur (en inglés: Jenga)
- Jennette McCurdy - Ndengue (en inglés: Petunia)
- Nathan Kress - Kiro (en inglés: Elvis)
- Dallas Lovato - Paula (en inglés: Wendy)
- Keith David - Ron (en inglés: Anvil)
- Christopher Lloyd - Dr. Archibald Pepper
- Eva Belle - Joven Paula (en inglés: Wendy)
- Diane Michelle - Bruhmilda la Bruja
- Animales que aparecen en la película: gorila oriental de llanura, panda rojo y pantera negra (mencionado)

## Taquilla
- España: 1,4 millones de euros.[4][5]
- Polonia: 1,1 millones de euros.[6]
- Italia: 1,3 millones de euros.[7]